# Maxim Nikiforowitsch Worobjow

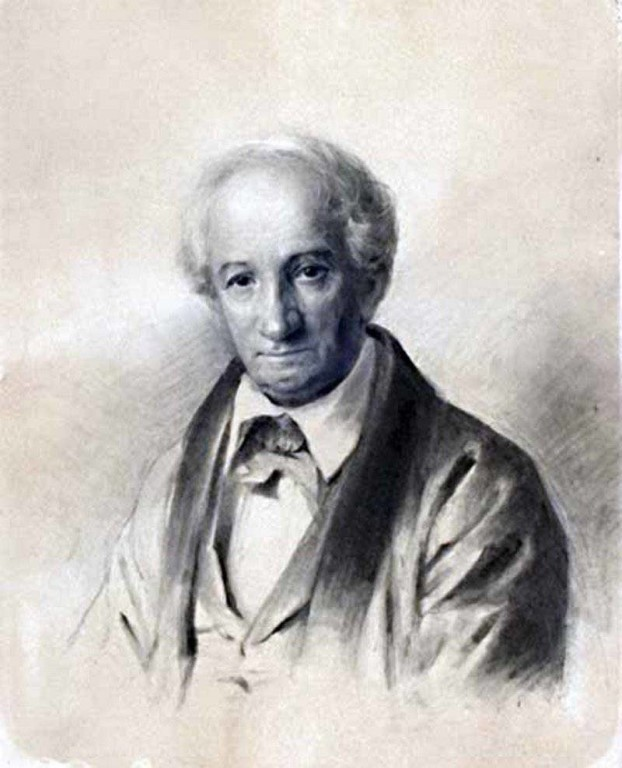
Maxim Nikiforowitsch Worobjow

Maxim Nikiforowitsch Worobjow (russisch Макси́м Ники́форович Воробьёв, wiss. Transliteration Maksim Nikiforovič Vorob'ëv; * 6. Augustjul. / 17. August 1787greg. in Pskow; † 30. Augustjul. / 11. September 1855greg. in Sankt Petersburg) war ein russischer Landschaftsmaler der Romantik. Sein Werk hat viele russische Maler beeinflusst.

## Leben

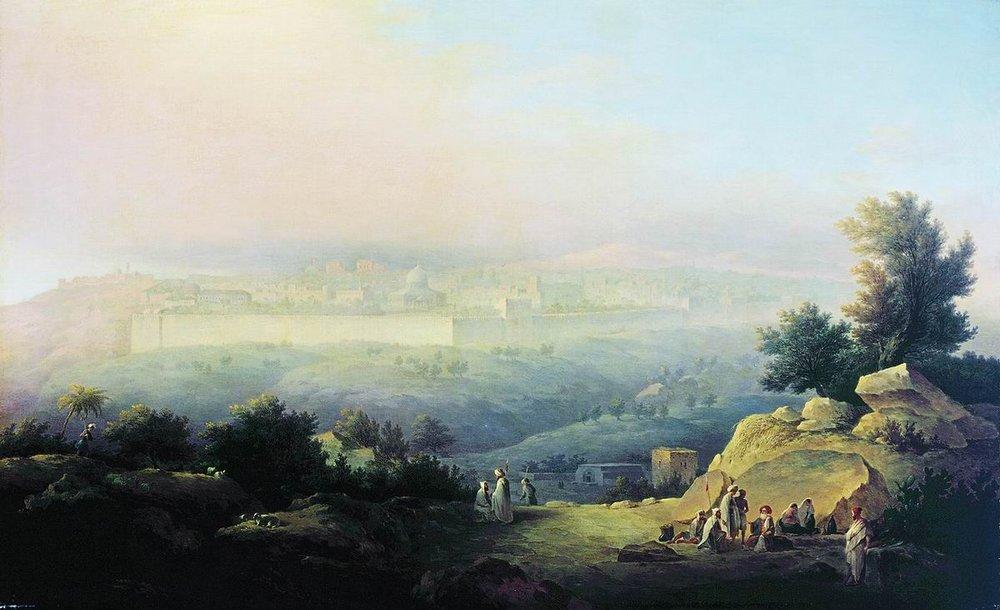
Blick auf Jerusalem, 1821

Worobjow war Kind einer Soldatenfamilie, welche als Wachen an der Russischen Akademie der Künste in St. Petersburg angestellt waren. Dort wurde er 1798 zum Architekturstudium zugelassen, machte 1809 jedoch seinen Abschluss als Landschaftsmaler.
1814 wurde er Lehrkraft, 1815 außerordentlicher Professor, 1823 Professor und 1843 Honorarprofessor. Er hatte viele Schüler, darunter bekannte Maler wie Iwan Aiwasowski, Alexei Bogoljubow und Lew Lagorio.
Neben seiner Lehrtätigkeit malte Worobjow selbst sein Leben lang. Er malte Städte und das Meer, architektonische Monumente, Landschaften und Kriegsszenerien. Er reiste viel, vor allem 1813 mit russischen Truppen; eine Zeit, in der einige seiner denkwürdigsten Bilder entstanden. Die Bilder, die er während seiner Reise in den Mittleren Osten und an die Kriegsschauplätze an der Donau Ende der 1820er Jahre erschuf, waren einige seiner bekanntesten.